# Eutrope (historien)
Pour les articles homonymes, voir Eutrope.
Eutrope (Eutropius en latin) est un haut fonctionnaire et un historien romain du IVe siècle, auteur de l’Abrégé de l'histoire romaine.

## Biographie
Nous ne savons pas grand-chose de sa vie, la majorité des informations étant celles qu'Eutrope a fournies dans son Abrégé de l'histoire romaine. Marcellus Empiricus l'associe à Ausone, ce qui suggérerait une origine bordelaise. Mais, selon la thèse la plus couramment admise, il serait d'origine orientale, neveu du rhéteur Acacius de Césarée. Il séjourne à Antioche où il rencontre l'empereur Julien dont il devient un fervent partisan. Il entre dans l'administration impériale comme magister epistularum de Constance II (337-361). Il participe ou assiste à l'expédition que Julien fait au printemps de l'année 363, contre les Perses. Après avoir été praeses Ciliciae en 367-369, il devient le magister memoriae de l'empereur Valens pour lequel il écrit son Abrégé. Eutrope lui a dédié son œuvre à une date indéterminée, qui paraît n'être ni antérieure à 367 (date de la première expédition contre les Goths de l'empereur Valens à qui la dédicace donne son titre de Gothicus Maximus) ni postérieure au 9 août 378 (date de la mort de l'empereur Valens).
En 371, il devint proconsul d'Asie. Lors de son mandat, il est accusé par Rufius Festus d'avoir participé au complot de Théodore et est déchu de ses fonctions.  Acquitté faute de preuves, il quitte l'Asie pour se rendre à Rome où il est nommé comes rerum privatarum de l'empereur Gratien. Il correspond durant ce séjour avec l'aristocrate romain Symmaque. Cette proximité et l'absence dans son Abrégé de tous faits concernant les chrétiens – mise à part une réserve sur la politique religieuse de Julien – laisse croire qu'Eutrope était païen. Entre 379 et 381, Théodose Ier le nomme préfet de l'Illyricum. En 387, il partage le consulat ordinaire avec Valentinien II, un honneur remarquable.

## Œuvre
L'Abrégé de l'histoire romaine, en dix livres, va de la fondation de Rome à la fin du règne de l'empereur Jovien (364).  Selon l'opinion générale, les livres I à VI traitent des périodes royales et républicaines, le livre VII parle des dynasties julio-claudienne ainsi que flavienne, et se termine par le récit de l'assassinat de Domitien.   Les livres VIII à X sont consacrés aux successeurs de Domitien jusqu'au règne de Jovien.  C'est un récit clair et d'un style facile, composé pour l'instruction de l'empereur Valens, et dédié à ce dernier.
L'Histoire littéraire de la France lui consacre un chapitre.